# Peter Bareis
Hans Peter Bareis (geb. 11. August 1940 in Pforzheim; gest. 28. Januar 2018) war ein deutscher Wirtschaftswissenschaftler, Professor für Steuerrecht und einer der bedeutendsten und profiliertesten Vertreter der Betriebswirtschaftlichen Steuerlehre. Seine Forschung und sein Wirken zielten u. a. auf die betriebswirtschaftliche Steuerplanung, aber auch eine sozial verträgliche Reform und Vereinfachung des Steuerrechtes. Er wurde insbesondere bekannt als Vorsitzender der nach ihm benannten Bareis-Kommission, die für die deutsche Bundesregierung 1994 einen Vorschlag zur Reform der Einkommensteuer ausarbeitete.

## Leben und berufliche Tätigkeit
Bareis studierte Betriebswirtschaftslehre und Wirtschaftspädagogik in Mannheim, St. Gallen und an der Freien Universität Berlin. Spätestens in Berlin begann er sich intensiv mit Steuerfragen zu befassen. Aus der Mitarbeit am Lehrstuhl von Heinz Langen entwickelte sich seine Promotion 1968 zum Thema Die Steuern in der betrieblichen Planung. 1970 habilitierte er sich an der FU Berlin, im gleichen Jahr wurde er dort zum Professor berufen. 1987 wechselte er an die Universität Hohenheim in Stuttgart, an der er bis zu seiner Emeritierung 2005 die Professur für Allgemeine Betriebswirtschaftslehre, insbesondere Betriebswirtschaftliche Steuerlehre und Prüfungswesen innehatte. Die wissenschaftlichen Schwerpunkte seiner Arbeit lagen in der Ökonomischen Analyse des Steuerrechts, der Steuerplanung, der Bilanzierung nach Handels- und Steuerrecht sowie der Besteuerung der Gesellschaften. Sein dortiger Lehrstuhl umfasste neben der Steuerlehre auch das betriebswirtschaftliche Prüfungswesen. Er gründete den Gesprächskreis Steuerpraxis an der Universität Hohenheim und blieb auch im Ruhestand ein großer Förderer und Unterstützer des Lehrstuhls.
Neben seiner Hochschullehrertätigkeit sprach er als ehrenamtlicher Richter am Bundesgerichtshof im für das Berufsrecht der Steuerberater zuständigen Senat Recht. Er erstellte zahlreiche Gutachten für Parteien, Kirchen, Gewerkschaften sowie Wirtschafts- und Beraterverbände. Er war Autor bzw. Mitautor mehrerer Standardwerke zum Steuerrecht.

## Bareis-Kommission
Seine steuerrechtlichen Expertisen wie auch die Arbeit als Vorsitzender der Ende 1993 vom BMF eingesetzten „Einkommensteuer-Kommission“ machten den Hohenheimer Wissenschaftler Prof. Dr. Bareis zum anerkannten Fachmann in Wissenschaft, Politik und Praxis. Das Bundesverfassungsgericht hatte 1992 geurteilt, dass das Existenzminimum nicht besteuert werden darf. Das vom Bundesverfassungsgericht angesetzte Existenzminimum lag deutlich über dem damaligen Grundfreibetrag, d. h. der Grenze, ab der eine Einkommenbesteuerung erfolgt. Die einfache Anhebung des Grundfreibetrages hätte zu erheblichen Steuerausfällen geführt. Die Bundesregierung setzte deshalb eine Kommission unter Leitung von Bareis ein, die Vorschläge zur Gegenfinanzierung erarbeiten sollte.
Die Vorschläge der Kommission sahen die Streichungen von Steuervergünstigungen im Umfang von 34 Mrd. DM vor, u. a. sollten Steuernachlässe auf Sonntags- und Nachtarbeit entfallen, Spenden und die Kirchensteuer sollten nicht mehr als Sonderausgaben abgesetzt werden können. Das hätte insgesamt zu einer radikalen Vereinfachung des Steuerrechts geführt. Die Vorschläge gerieten vor ihrer offiziellen Vorstellung an die Öffentlichkeit und lösten einen Proteststurm aus. Oskar Lafontaine, Norbert Blüm und Gewerkschaftsvertreter warfen der Kommission soziale Kälte vor. Bundesfinanzminister Theo Waigel warf der Kommission zu umfangreiche Änderungsvorschläge vor. Die Vorschläge der Kommission wurden letztlich nicht umgesetzt.
Auch in späteren Jahren unterbreitete Bareis Vorschläge zur Vereinfachung  des Steuerrechts, so 2001 gemeinsam mit Paul Kirchhof.
Mittlerweile sind einige seiner Vorschläge in Ansätzen verwirklicht, viele sind weiterhin im Gespräch.

## Werke (Auswahl)
- Herbert Brönner/Peter Bareis/Klaus Hahn/Torsten Maurer/Jens Poll/Uwe Schramm (Herausgeber): Die Bilanz nach Handels- und Steuerrecht: Einzel- und Konzernabschluss nach HGB und IFRS, Schäffer Poeschel; 11. Auflage 2016, ISBN 978-3-7910-3311-2
- Theodor Siegel/Peter Bareis: Strukturen der Besteuerung, Oldenbourg Wissenschaftsverlag, 2003, ISBN 978-3-486-27546-9
- Herbert Brönner/Peter Bareis: Die Besteuerung der Gesellschaften, des Gesellschafterwechsels und der Umwandlungen, Schäffer-Poeschel Verlag; 17. Auflage 2003, ISBN 978-3-8202-0940-2
- Peter Bareis/Dieter Borg/Kirsten Borgsmidt: Grundrechtsschutz im Steuerrecht, Müller (C.F.Jur.), Heidelberg, 2001, ISBN 978-3-8114-5031-8